# Dorian Finney-Smith
Dorian Lawrence Finney-Smith (* 4. Mai 1993 in Portsmouth, Virginia) ist ein US-amerikanischer Basketballspieler, der derzeit für die Los Angeles Lakers in der National Basketball Association (NBA) aufläuft. Er spielte in der NCAA für die Mannschaften der Virginia Tech und der University of Florida.

## Highschool und College

### Highschool
Finney-Smith besuchte die I. C. Norcom Highschool in Portsmouth, Virginia. Als Junior spielte er in der Saison 2009/10 für die Basketballmannschaft jener Schule und erzielte dabei durchschnittlich 19,7 Punkte, 13 Rebounds, 6 Assists, 3 Steals und 2 Blocks pro Spiel.
Bereits im September 2010 kündigte Finney-Smith an, später das College Virginia Tech zu besuchen und die dortige Hochschulmannschaft Hokies zu unterstützen. Im Dezember desselben Jahres unterzeichnete er eine diesbezügliche Absichtserklärung mit den Hokies.
In seiner Senior-Saison auf der Norcom Highschool (2010/11) erzielte Finney-Smith durchschnittlich 18 Punkte, 10,7 Rebounds und 3,8 Blocks pro Spiel. Hiermit konnte er seine Statistiken aus der Debüt-Saison nicht ganz bestätigen. Trotzdem führte er das Team zu aufeinanderfolgenden AAA-Meisterschaften der Gruppe sowie zu Titeln in der östlichen Region und im Distrikt. Als Senior erzielte er 19 Punkte, 17 Rebounds und 3 Blocks im Spiel um die Staatsmeisterschaft. Er beendete seine Highschool-Karriere als zweifacher VHSL Class AAA Player of the Year und First-Team All-State, All-Region, All-Tidewater und All-Distrikt. Außerdem wurde er als Junior von All-Tidewater zum Spieler des Jahres und als Senior zum Co-Spieler des Jahres ernannt.

### College
Als Neuling auf der Virginia Tech spielte Finney-Smith in allen 33 Spielen der Saison 2011/12, wobei er in 30 Partien in der Startaufstellung stand. Er erzielte durchschnittlich 6,3 Punkte und 7,0 Rebounds pro Spiel und wurde in das All-Freshman Team der Atlantic Coast Conference (ACC)  berufen. Seine Saisonbestleistung lag bei 17 Punkten im Rahmen eines Siegs über das Boston College.
Im Juni 2012 wechselte Finney-Smith das College und spielte dann für die Florida Gators der University of Florida. Aufgrund der Richtlinien der NCAA war er gezwungen, die Saison 2012/13 auszusetzen.
Als Student im zweiten Jahr 2013/14 wurde Finney-Smith zum besten sechsten Mann des Jahres der Southeastern Conference (SEC) ernannt und war damit nach Chris Richard im Jahre erst der zweite Alligator, der diese Auszeichnung gewann. Er war Floridas führender Rebounder, sowohl bei den Rebounds insgesamt (247) als auch beim Durchschnitt pro Spiel (6,7). Seine persönliche Bestleistungen von 22 Punkten erzielte er bei einem Sieg über die University of Arkansas. Er trat in 37 Spielen an (zwei Einsätze in der Startformation) und erzielte in 25,8 Minuten pro Spiel durchschnittlich 8,7 Punkte, 6,7 Rebounds und 2,1 Assists.

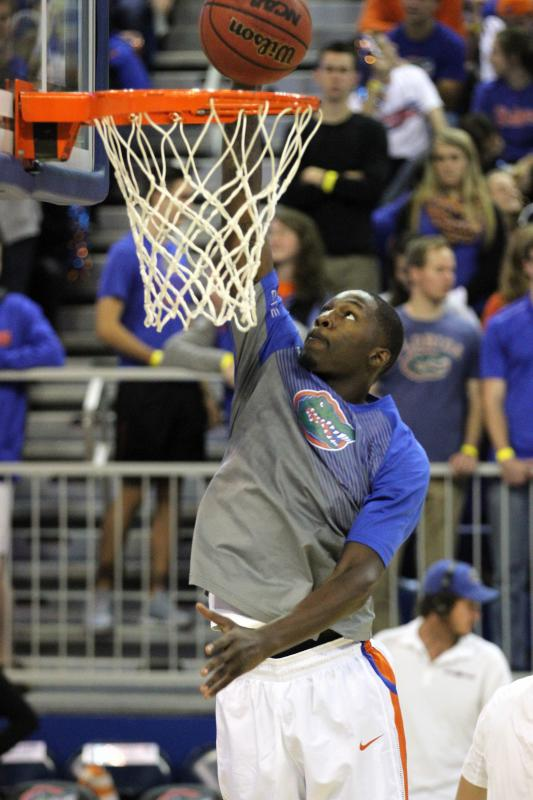
Finney-Smith beim Dunking vor einem Spiel im Januar 2015

Als Junior in der Saison 2014/15 war Finney-Smith Floridas bester Korbschütze (13,1), Rebounder (6,2) und Dreipunktschütze (42,6 %). Beim Sieg Floridas gegen die Jacksonville University erzielte er mit 25 Punkten den Höchstwert seiner Collegekarriere.
Als Senior in der Saison 2015/16 wurde Finney-Smith von den Trainern zum All-SEC der zweiten Mannschaft und von Associated Press zur All-SEC der dritten Mannschaft ernannt. Er war erneut Floridas bester Korbschütze (14,7) sowie der beste Rebounder (8,3). Er war der erste Spieler, der nach einem Hochschulwechsel mehr als 1.000 Punkte für die University of Florida erzielte. Am Ende landete Finney-Smith bei 1.220 Karrierepunkten für die University of Florida.

## NBA

### Dallas Mavericks (2016–2023)
Finney-Smith meldete sich zum NBA-Draft 2016 an, blieb jedoch unberücksichtigt. Trotzdem unterschrieb er am 8. Juli 2016 bei den Dallas Mavericks einen Vertrag, um für die Texaner zunächst bei der NBA Summer League 2016 aufzulaufen. Finney-Smith sicherte sich dann sogar zeitweilig einen Startplatz im Kader, nachdem er die Mavericks im Trainingslager und in der Vorsaison beeindruckt hatte. Nachdem er in den ersten fünf Spielen der Saison 2016/17 insgesamt weniger als fünf Minuten gespielt hatte, spielte Finney-Smith am 6. November 31 Minuten gegen die Milwaukee Bucks, einschließlich des größten Teils der zweiten Halbzeit und der Verlängerung. Kurze Zeit später absolvierte er sein erstes Spiel als Mitglied der Anfangsaufstellung und erzielte fünf Punkte bei einem Sieg über die Los Angeles Lakers. Am 9. Dezember konnte er mit 12 Punkten und acht Rebounds bei einem Sieg über die Indiana Pacers seine bisherige Saisonbestleistung abrufen. Am 12. Dezember erzielte er im zweiten Heimspiel in Folge mit 13 Punkten und neun Rebounds bei einem Sieg über die Denver Nuggets eine neue Bestleistung.
Am 10. März 2018 bestritt Finney-Smith sein erstes Spiel seit dem 12. November 2017, nachdem er 51 Spiele in Folge und 57 insgesamt mit einer Sehnenentzündung des linken Knies verpasst hatte.
Am 11. Juli 2019 unterschrieb er erneut bei den Texanern und erhielt einen Drei-Jahres-Vertrag über 12 Millionen US-Dollar.
Am 18. November 2019 erzielte Finney-Smith einen neuen persönlichen NBA-Bestwert von 22 Punkten bei einem Sieg über die San Antonio Spurs. Am 4. August 2020 erzielte Finney-Smith mit 16 Rebounds auch in dieser Kategorie einen persönlichen NBA-Bestwert.
Am 12. Februar 2022 unterzeichnete Finney-Smith bei den Mavericks eine Vertragsverlängerung für vier Jahre im Wert von 52 Millionen US-Dollar. Er erzielte am 30. März 2022 mit 28 Punkten einen neuen persönlichen NBA-Bestwert bei einem Sieg über die Cleveland Cavaliers.

### Brooklyn Nets (2023–2024)
Anfang Februar 2023 wurde Finney-Smith im Rahmen eines größeren Spielertauschs um Kyrie Irving an die Brooklyn Nets abgegeben. Während neben Irving auch Markieff Morris nach Dallas wechselte, erhielten die Nets Finney-Smith, Spencer Dinwiddie sowie Auswahlrechte für das NBA-Draftverfahren 2029 (erste Runde), 2027 und 2029 (jeweils zweite Runde).

### Los Angeles Lakers (seit 2023)
Ende Dezember 2024 gab Brooklyn Finney-Smith und Shake Milton an die Los Angeles Lakers ab. Bis dahin hatte Finney-Smith in 20 Einsätzen im Spieljahr 2024/25 im Durchschnitt 10,4 Punkte für Brooklyn erzielt.

## Statistiken

### Hauptrunde
| Saison   | Team              | GP  | GS  | MPG  | FG % | 3P % | FT % | RPG | APG | SPG | BPG | PPG  |
| -------- | ----------------- | --- | --- | ---- | ---- | ---- | ---- | --- | --- | --- | --- | ---- |
| 2016–17  | Dallas            | 81  | 35  | 20.3 | .372 | .293 | .754 | 2.7 | 0.8 | 0.6 | 0.3 | 4.3  |
| 2017–18  | Dallas            | 21  | 13  | 21.3 | .380 | .299 | .733 | 3.6 | 1.2 | 0.5 | 0.2 | 5.9  |
| 2018–19  | Dallas            | 81  | 26  | 24.5 | .432 | .311 | .709 | 4.8 | 1.2 | 0.9 | 0.4 | 7.5  |
| 2019–20  | Dallas            | 71  | 68  | 29.9 | .466 | .376 | .722 | 5.7 | 1.6 | 0.6 | 0.5 | 9.5  |
| 2020–21  | Dallas            | 60  | 60  | 32,0 | .472 | .394 | .756 | 5.4 | 1.7 | 0.9 | 0.4 | 9.8  |
| 2021–22  | Dallas            | 80  | 80  | 33.1 | .471 | .395 | .675 | 4.7 | 1.9 | 1.1 | 0.5 | 11.0 |
| 2022–23  | Dallas / Brooklyn | 66  | 66  | 30.4 | .391 | .337 | .763 | 4.8 | 1.5 | 0.8 | 0.5 | 8.3  |
| 2023–24  | Brooklyn          | 68  | 56  | 28.4 | .421 | .348 | .717 | 4.7 | 1.6 | 0.8 | 0.6 | 8.5  |
| Karriere | Karriere          | 528 | 404 | 27.8 | .435 | .355 | .723 | 4.6 | 1.4 | 0.8 | 0.5 | 8.3  |

### Playoffs
| Saison   | Team     | GP | GS | MPG  | FG % | 3P % | FT % | RPG | APG | SPG | BPG | PPG  |
| -------- | -------- | -- | -- | ---- | ---- | ---- | ---- | --- | --- | --- | --- | ---- |
| 2019–20  | Dallas   | 6  | 6  | 31.8 | .442 | .367 | .800 | 5.7 | 3.2 | 1.2 | 0.5 | 10.2 |
| 2020–21  | Dallas   | 7  | 7  | 38.7 | .406 | .432 | .800 | 6.6 | 2.1 | 1.1 | 0.3 | 10.3 |
| 2021–22  | Dallas   | 18 | 18 | 38.2 | .471 | .426 | .708 | 5.5 | 1.9 | 0.9 | 0.4 | 11.7 |
| 2022–23  | Brooklyn | 4  | 4  | 25.3 | .391 | .412 | -    | 4.5 | 0.8 | 0.8 | 0.5 | 6.3  |
| Karriere | Karriere | 35 | 35 | 35.7 | .446 | .417 | .735 | 5.6 | 2.1 | 1,0 | 0.4 | 10.5 |